# Incendio forestal

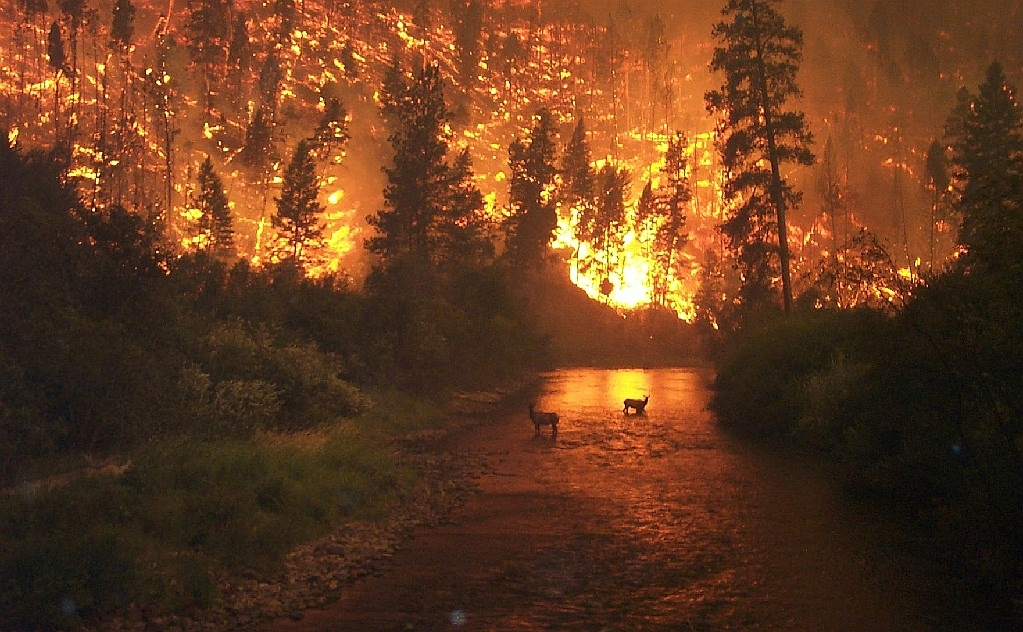
Incendio en el bosque nacional de Bitterroot (Estados Unidos).

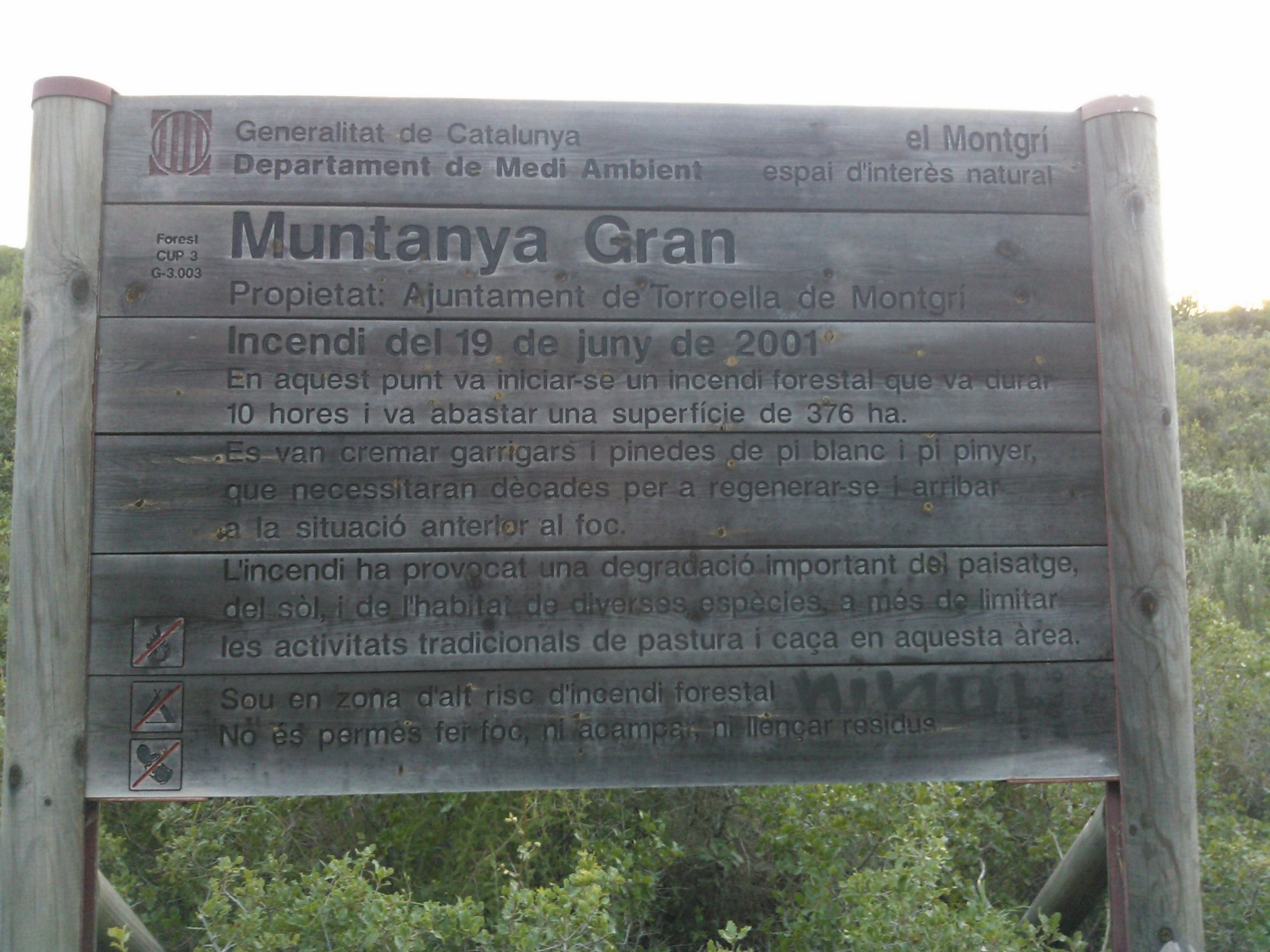
Cartel informativo en catalán acerca del incendio en el Parc Natural del Montgrí, les Illes Medes i el Baix Ter en el 2001. Dicho incendio arrasó 376 ha de masa forestal.

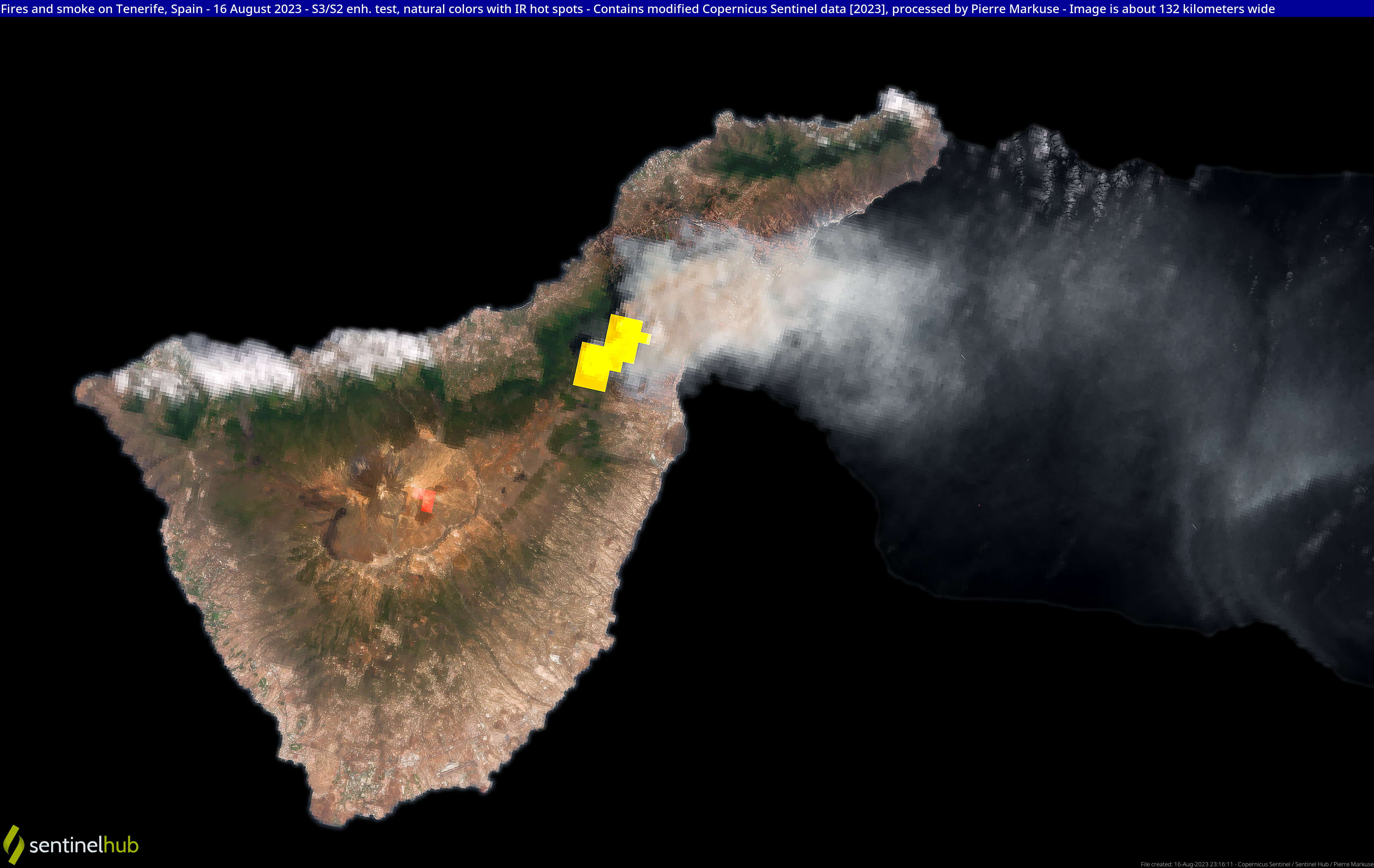
Fotografía satélite de la isla de Tenerife en donde se aprecia la columna de humo del incendio de 2023.

Un incendio forestal es el fuego que se extiende sin planificación, sin gestión y sin control en terreno forestal o silvestre, afectando a combustibles vegetales, flora y fauna. Un incendio forestal se distingue de otros tipos de incendio por su amplia extensión, la velocidad con la que se puede extender desde su lugar de origen, su potencial para cambiar de dirección inesperadamente, y su capacidad para superar obstáculos como carreteras, ríos y cortafuegos.
Los incendios forestales son una de las formas más frecuentes de desastre natural en algunas regiones del mundo, como el oeste de Norteamérica, el sur de Europa, Eurasia central, Australia o África meridional. Los humanos juegan un papel fundamental al provocar más del 80% de los incendios forestales en algunos países, como España, México o EE. UU. En los últimos 50 años, Sudamérica se ha vuelto más caliente, más seca y más propensa a los incendios forestales.
Las proyecciones indican que los efectos del cambio climático harán que la tasa de incendios forestales aumente en un 50% para finales de 2100, y que estos incendios serán cada vez más frecuentes en zonas donde anteriormente no ocurrían, como en el Ártico.

## Causas

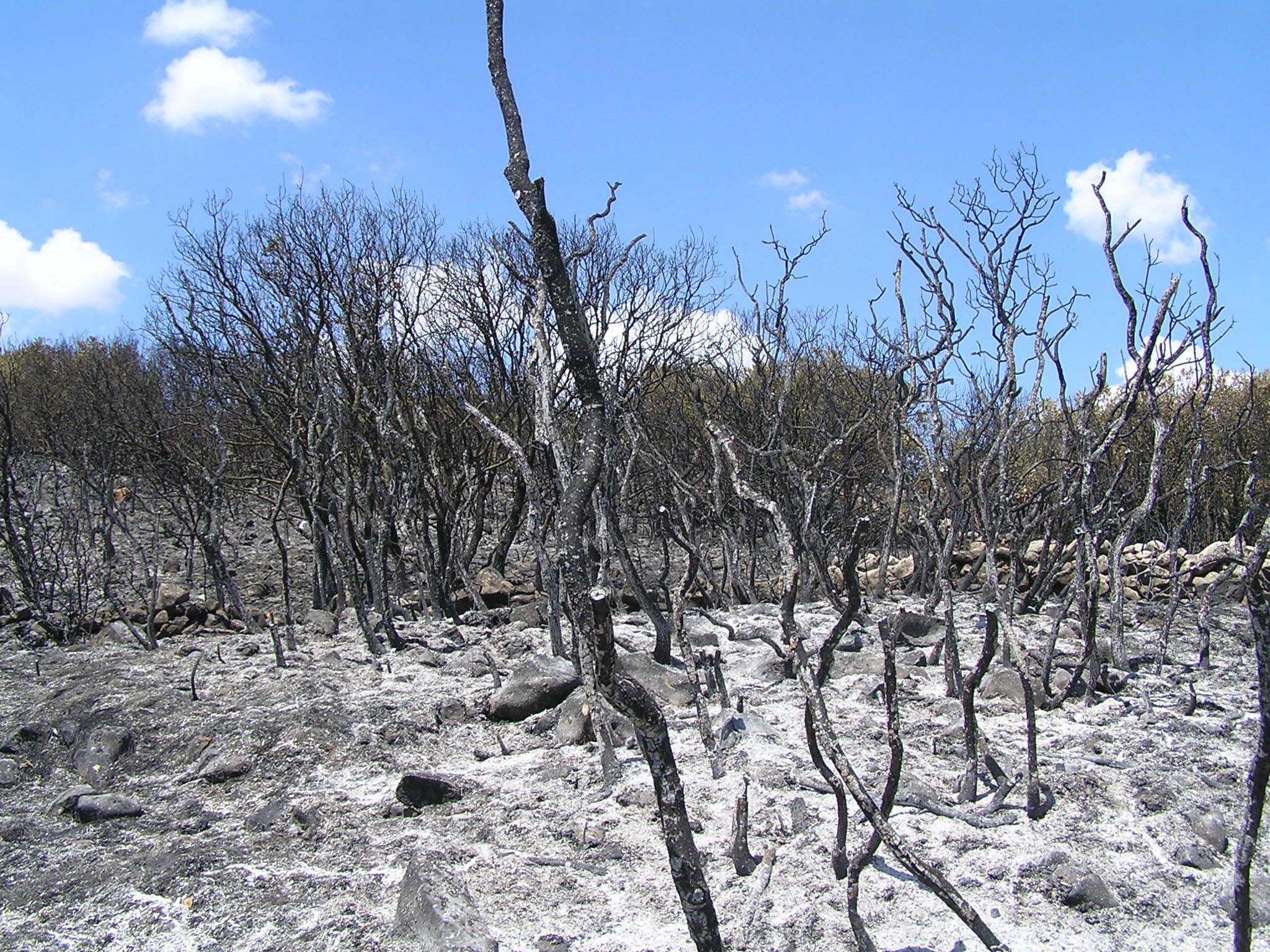
Paisaje tras un incendio, en Alcalá la Real, Jaén, España.

Si bien las causas inmediatas que dan lugar a los incendios forestales pueden ser muy variadas, en todos ellos se dan los mismos presupuestos, esto es, la existencia de grandes masas de vegetación en concurrencia con periodos más o menos prolongados de sequía.
El calor solar provoca deshidratación en las plantas, que recuperan el agua perdida del sustrato. No obstante, cuando la humedad del terreno desciende a un nivel inferior al 30 % las plantas son incapaces de obtener agua del suelo, con lo que se van secando poco a poco. Este proceso provoca la emisión a la atmósfera de etileno, un compuesto químico presente en la vegetación y altamente combustible. Tiene lugar entonces un doble fenómeno: tanto las plantas como el aire que las rodea se vuelven fácilmente inflamables, con lo que el riesgo de incendio se multiplica. Y si a estas condiciones se suma la existencia de períodos de altas temperaturas y vientos fuertes o moderados, la probabilidad de que una simple chispa provoque un incendio se vuelve significativa.
Por otro lado, al margen de que las condiciones físicas sean más o menos favorecedoras de un incendio, hay que resaltar que, en la gran mayoría de los casos, no son causas naturales las que provocan el fuego, sino la acción humana, ya sea de manera intencionada o no.
Los seres humanos física y directamente inflaman el 81% de los incendios forestales en España y el 84% en los EE. UU..  En España, el 87% de la superficie quemada lo es a consecuencia de dichos incendios encendidos por humanos.  Las causas que originan un incendio forestal se clasifican en cinco grandes grupos:
- Intencionados: en España representan cerca del 54 % de los casos. Las motivaciones son variadas, siendo con diferencia las más comunes la quema no autorizada, ilegal e incontrolada de superficies agrícolas, ya sea para la eliminación de rastrojos o matorrales (lo que se conoce como quema agrícola) o para la regeneración de pastos para el ganado.[7] Tras estas destacan también la piromanía, usos cinegéticos, vandalismo o venganzas personales. Por último, en algunas ocasiones la motivación tiene que ver con ahuyentar animales (lobos, jabalíes), la especulación urbanística, la animadversión contra repoblaciones forestales, bajar el precio de la madera, y otras varias. Cabe señalar que el delito de incendio está tipificado en muchas legislaciones.

- Negligencias y causas accidentales: suponen cerca de un 26 % de los incendios. En este apartado, las quemas agrícolas (en este caso autorizadas, pero en las que los autores perdieron el control del fuego, extendiéndose este por la superficie forestal colindante) están también entre las causas habituales. Otras causas son las colillas y hogueras mal apagadas, motores y máquinas, quema de matorral, líneas eléctricas, quema de basuras, trabajos forestales, etc.

- Rayo: esta causa natural representa un 4-5 % de los casos.
- Desconocidas: en cerca de un 15 % de los incendios forestales no es posible determinar la causa.
- Reproducciones de incendios anteriores: en contadas ocasiones (cerca del 2 %) un incendio es una reproducción de un incendio anterior que no llegó a extinguirse del todo y se extiende a una nueva zona.

Los porcentajes indicados son valores promedios –la frecuencia de la intencionalidad, por ejemplo, puede variar mucho de unas regiones a otras.

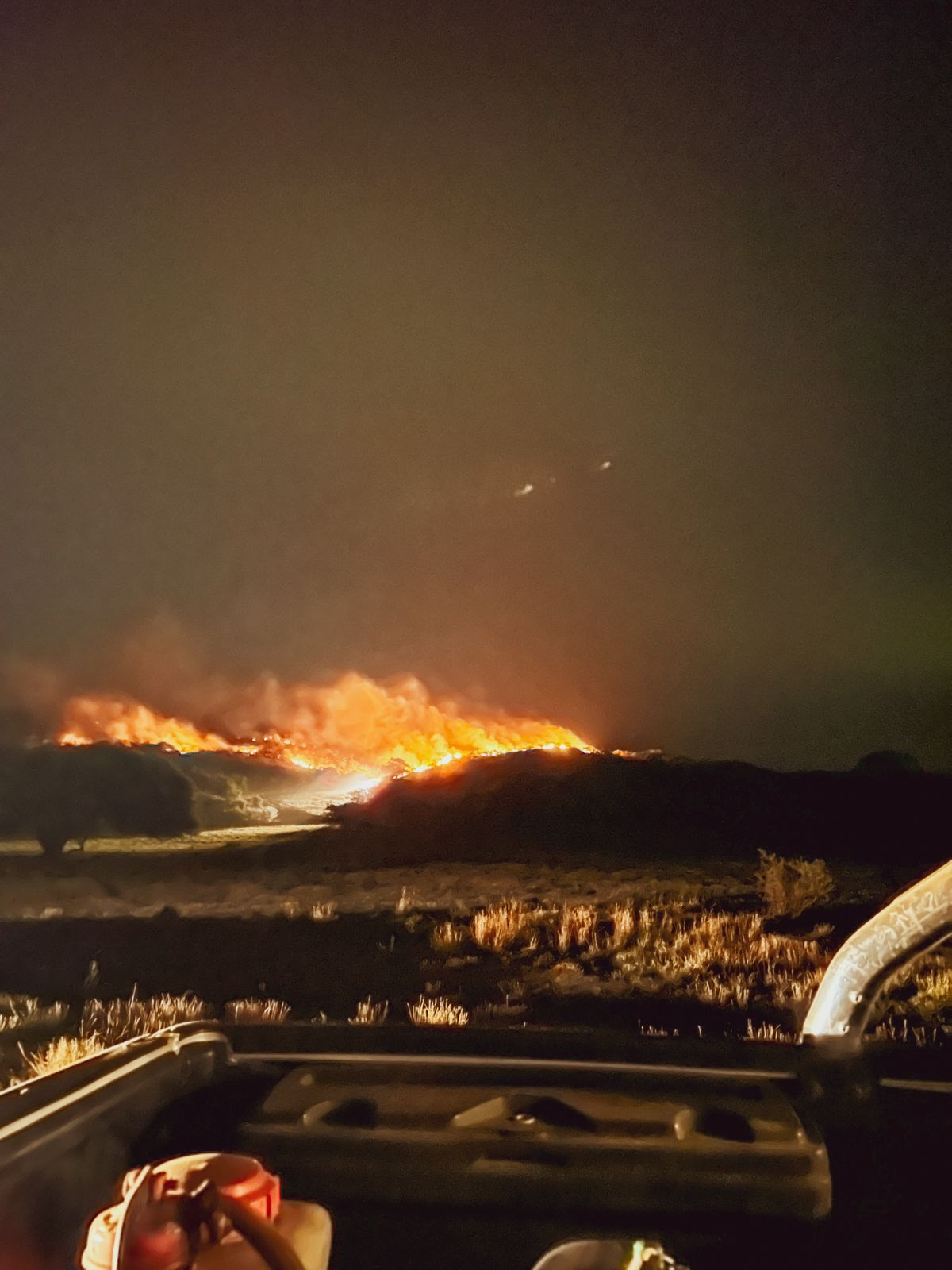
Incendio forestal en la provincia de Córdoba, Argentina

## Fases del incendio
Un incendio posee tres fases distintivas: iniciación, propagación y extinción:
- Iniciación: Es el comienzo del incendio producido por causas naturales o mayoritariamente por la acción humana.

- Propagación: Es la extensión del incendio por la vegetación cercana.

- Extinción: Es la finalización del incendio por causas naturales (lluvia o falta de vegetación) o por acción humana (labores de extinción), es decir bomberos.

La propagación del fuego dependerá de las condiciones atmosféricas, de la topografía del lugar en el que se produzca y de la vegetación presente en el mismo. Normalmente se ocasionan en climas secos o subsecos, como el mediterráneo, donde la vegetación sufre estrés hídrico y además algunas especies vegetales como los pinos contienen resinas que ayudan a que el incendio se propague mejor y sea más virulento. Asimismo generalmente también poseen mecanismos de adaptación al fuego como por ejemplo las piñas serotinas.

## Tipos de incendio

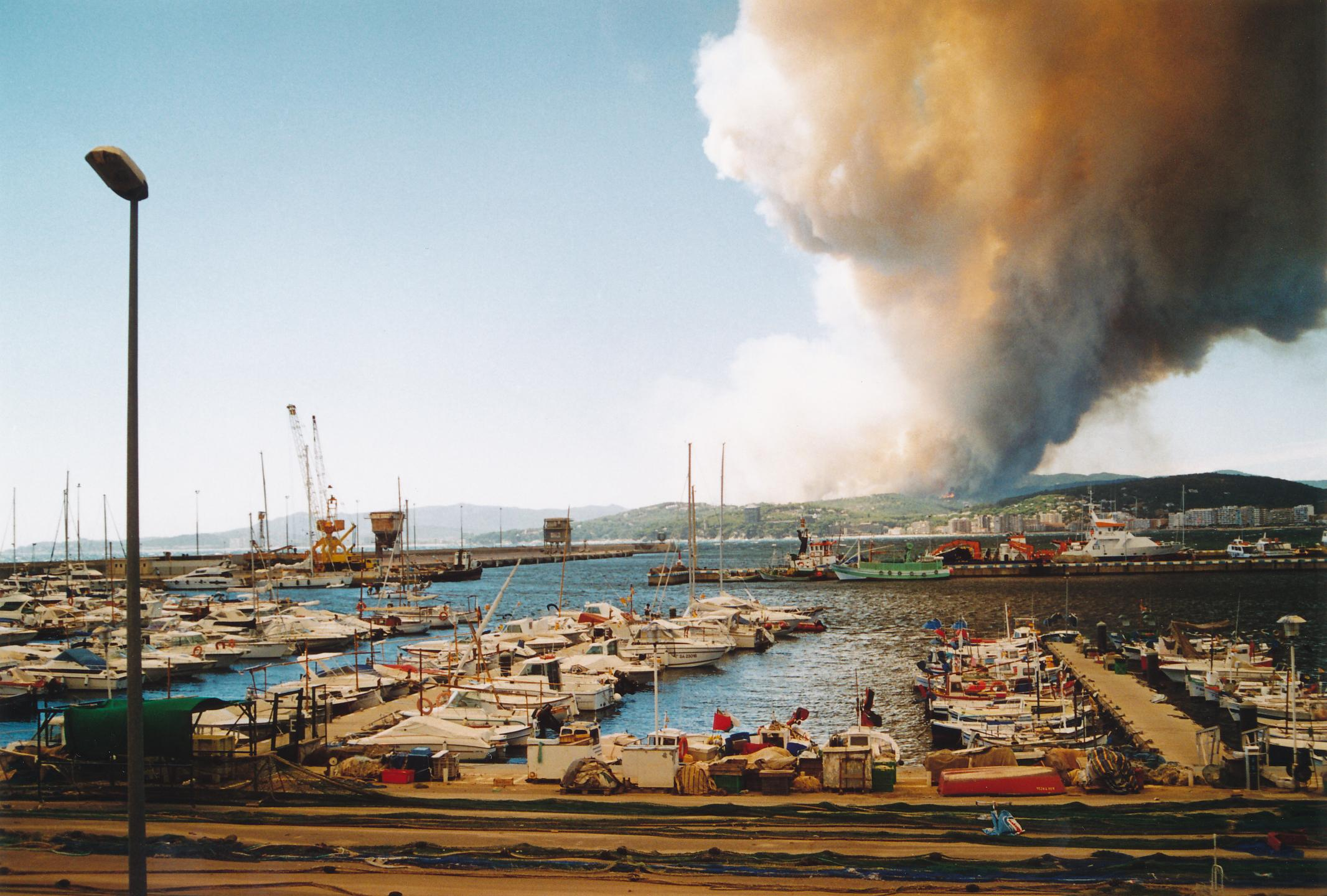
Incendio forestal cerca de castillo de Aro.

El estudio de los incendios forestales distingue entre distintos tipos de fuegos, lo cual resulta útil a la hora de considerar las medidas más apropiadas de prevención y/o de extinción dado que pueden ser diferentes para uno u otro caso.

### Según por dónde se propaga
- Fuego de suelo o subsuelo: El fuego se propaga por la materia orgánica en descomposición y las raíces. Casi siempre se queman despacio y en combustión incandescente (poca llama o ausencia de ella) al no disponer de suficiente oxígeno.
- Fuego de superficie: El incendio se propaga por el combustible que se encuentra sobre el suelo, como hojarasca, hierbas, arbustos y madera caída pero no inmersa en la hojarasca en descomposición.
- Fuego de copas:
  - Antorcheo o coronamiento: Paso del fuego de superficie a fuego de copas, pero solo de forma puntual en algunos pies.
  - Copas pasivo: Es el fuego que avanza por las copas de los árboles acoplado y dependiente de un fuego de superficie; si se extingue este se detiene el de copas.
  - Copas activo: Es el fuego que avanza por las coronas de los árboles independientemente de la superficie. Solo se puede atacar de forma indirecta y suele necesitar un viento mayor de 30 km/h y proximidad de copas (alta densidad aparente de copas y largas copas).

### Según el tamaño

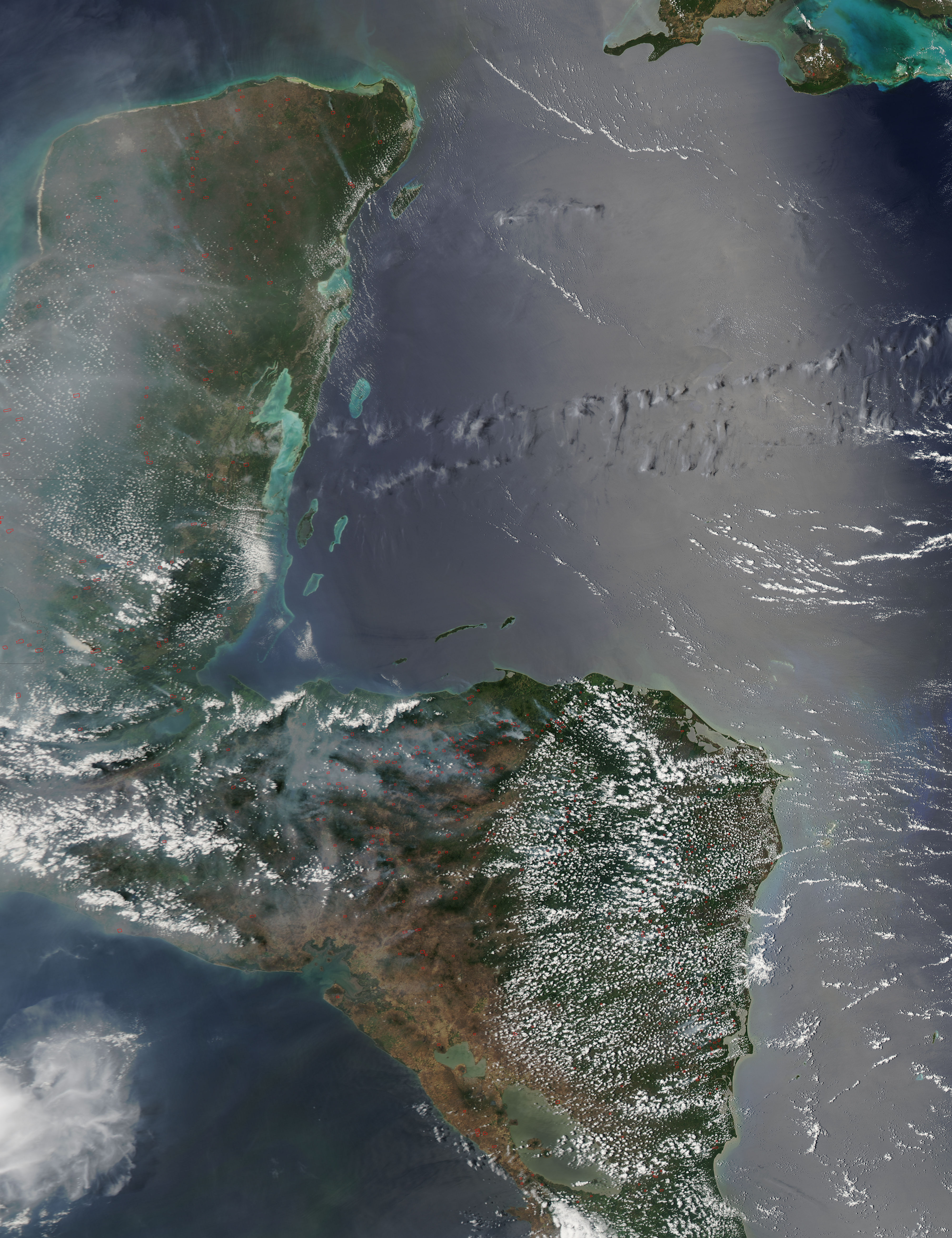
Imagen tomada del satélite Aqua de la NASA muestra una perspectiva desde el espacio de los incendios forestales sobre Centroamérica.

- Conatos. Los que no superan 1 hectárea de superficie quemada. En España representan casi un 65% del total. Cuanto mayor es el porcentaje de incendios que se quedan en conatos, mayor efectividad se supone en los sistemas de extinción.[8]
- Incendios normales. Aquellos con una extensión entre 1 ha y 500 ha. En España pertenecen a este tipo cerca del 35 % de los incendios declarados.

- Grandes incendios forestales (GIF). Se definen así aquellos incendios que superan las 500 hectáreas forestales afectadas.[9] Se caracterizan por un comportamiento que queda fuera de la capacidad del sistema de extinción, ya sea por las elevadas longitudes de llama, por las altas velocidades de propagación o por la presencia de actividad de fuego de copas. Estos incendios no son muy frecuentes pero son el problema real, ya que calcinan enormes superficies en pocas horas o días. En España son GIF menos del 0,20% de los incendios forestales declarados, pero en términos de superficie quemada representan cerca del 40% en un año típico.[9]

Dentro del los grandes incendios forestales, un tipo especial lo representan los llamados incendios de sexta generación. En este tipo de desastre, más frecuente a raíz del cambio climático y el  abandono del monte, el fuego es tan potente que lanza columnas de aire muy caliente a la troposfera que, al enfriarse allí, se desploman sobre el suelo, provocando muchos focos secundarios. También se denominan incendios de última generación, tormentas de fuego o tormentas ígneas. A su gran peligrosidad intrínseca añaden su comportamiento engañoso, pues se vuelven más agresivos justo cuando las condiciones meteorológicas hacen pensar que van a perder virulencia.

### Según el elemento que rige el incendio[14]
Combustible, gas, topográfico, conducido por viento.

### Según su peligrosidad
Esta es una escala que utilizan las autoridades para clasificar cada incendio y aplicar el protocolo correspondiente para su manejo y extinción. Los niveles de incendio se determinan con base en sus proporciones, al estado de la vegetación, la situación meteorológica, el riesgo de afectar a la población humana, etc.
En España los niveles van del 0 al 3.  De los niveles 0 y 1 se ocupan las autoridades regionales con sus propios medios. El nivel 2 corresponde a incendios graves donde dichas autoridades deben emplear medios estatales, y el nivel 3 correspondería a incendios de emergencia nacional donde el Estado se haría cargo con toda su capacidad.

## Prevención

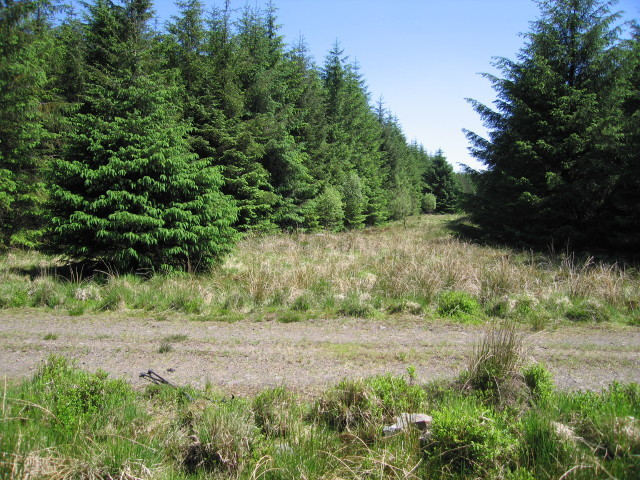
Cortafuegos.

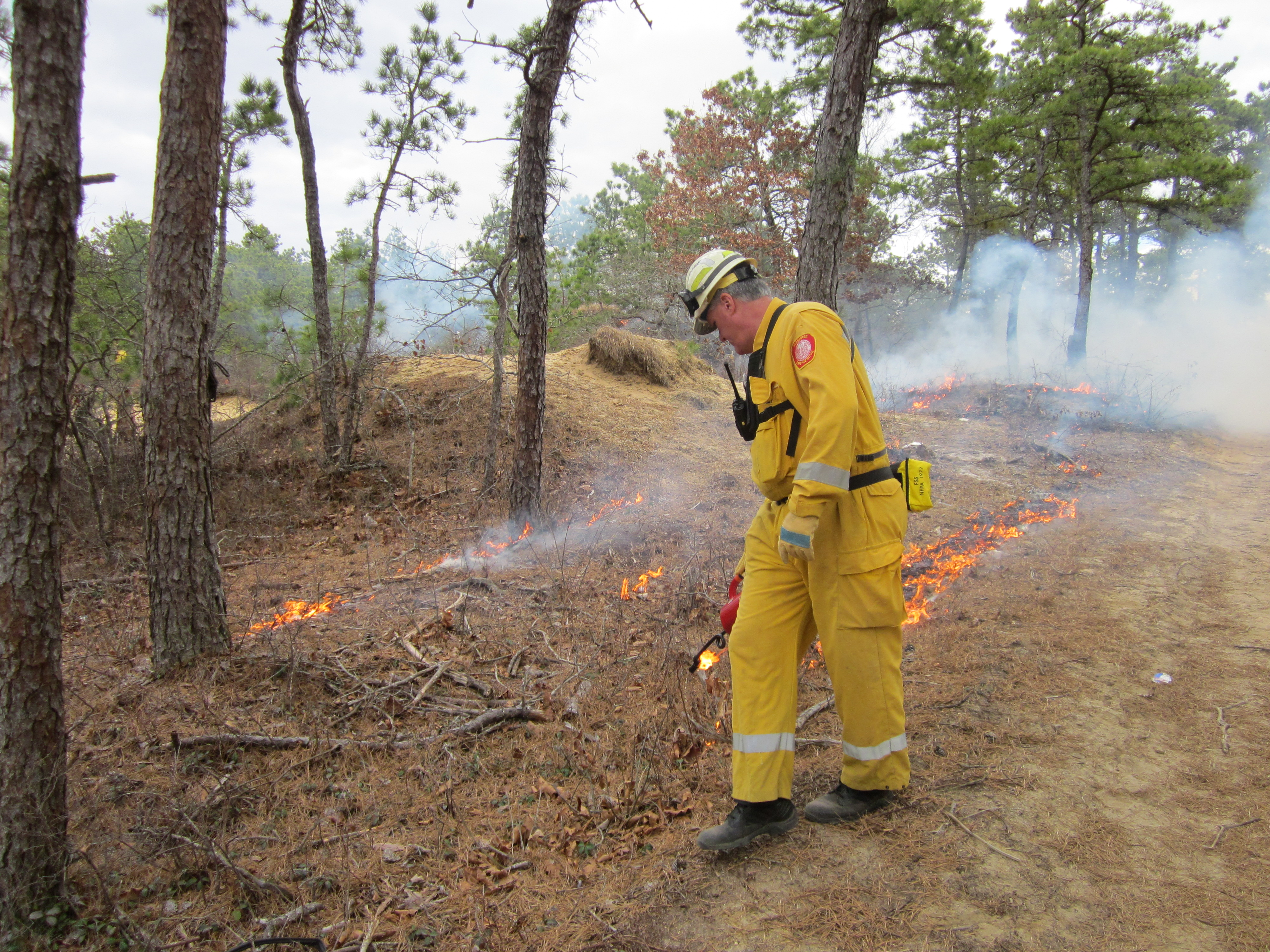
Quema prescrita.

La prevención del fuego se basa, por una parte, en intentar evitar que se provoquen incendios forestales, y por otra parte en crear condiciones que minimicen sus consecuencias una vez declarados. En tal sentido, podemos hablar de los siguientes tipos de medidas:
- La concienciación social, con la finalidad de educar a la población en un uso racional del fuego, evitando situaciones de riesgo. Puede realizarse mediante campañas informativas[16] y multas coercitivas.
- El cuidado y planificación de las masas forestales y los bosques, mediante la realización de cortafuegos y una planificada y extensa red de pistas forestales y depósitos de agua.
- La limpieza periódica de bosques mediante las oportunas labores selvícolas, así como las labores de desbroce.[17]
- Incentivar la plantación de especies ignífugas, de bajo poder combustible, frente a especies pirófitas.[18] Pueden emplearse para establecer franjas delimitadoras que en caso de incendio actúen como barreras para el avance del fuego.
- Incentivar un mejor aprovechamiento económico de los montes (como por ejemplo la biomasa), ante la observación de que el monte no arde allí donde es rentable, al tener gente que lo cuide por interés propio.[19][20]
- Fomentar la ganadería extensiva, que contribuye tanto a la prevención del fuego (al reducir la masa combustible) como a la vigilancia del monte.[21][22]
- La realización de quemas preventivas (quema prescrita) durante períodos de bajo riesgo de incendio.
- La adopción de medidas legislativas orientadas a prevenir que existan personas o colectivos que puedan sacar beneficio de los incendios.
- Reforzar la persecución policial y judicial de los incendiarios para evitar que puedan quedar impunes, así como la vigilancia de aquellos que tras cumplir condena vuelven a quedar en libertad.
- Ofrecer recompensas que incentiven a cualquiera que conozca al responsable de un incendio a dar el paso de denunciarlo.[23][24]
- Reforzar los medios de vigilancia de los montes (patrullas, puestos fijos de observación, cámaras, aviones, satélites...) en períodos de alto riesgo de incendio.[25][26][27] Recientemente se ha empezado también a usar drones (aviones no tripulados) de vigilancia, con efecto disuasorio.[28]

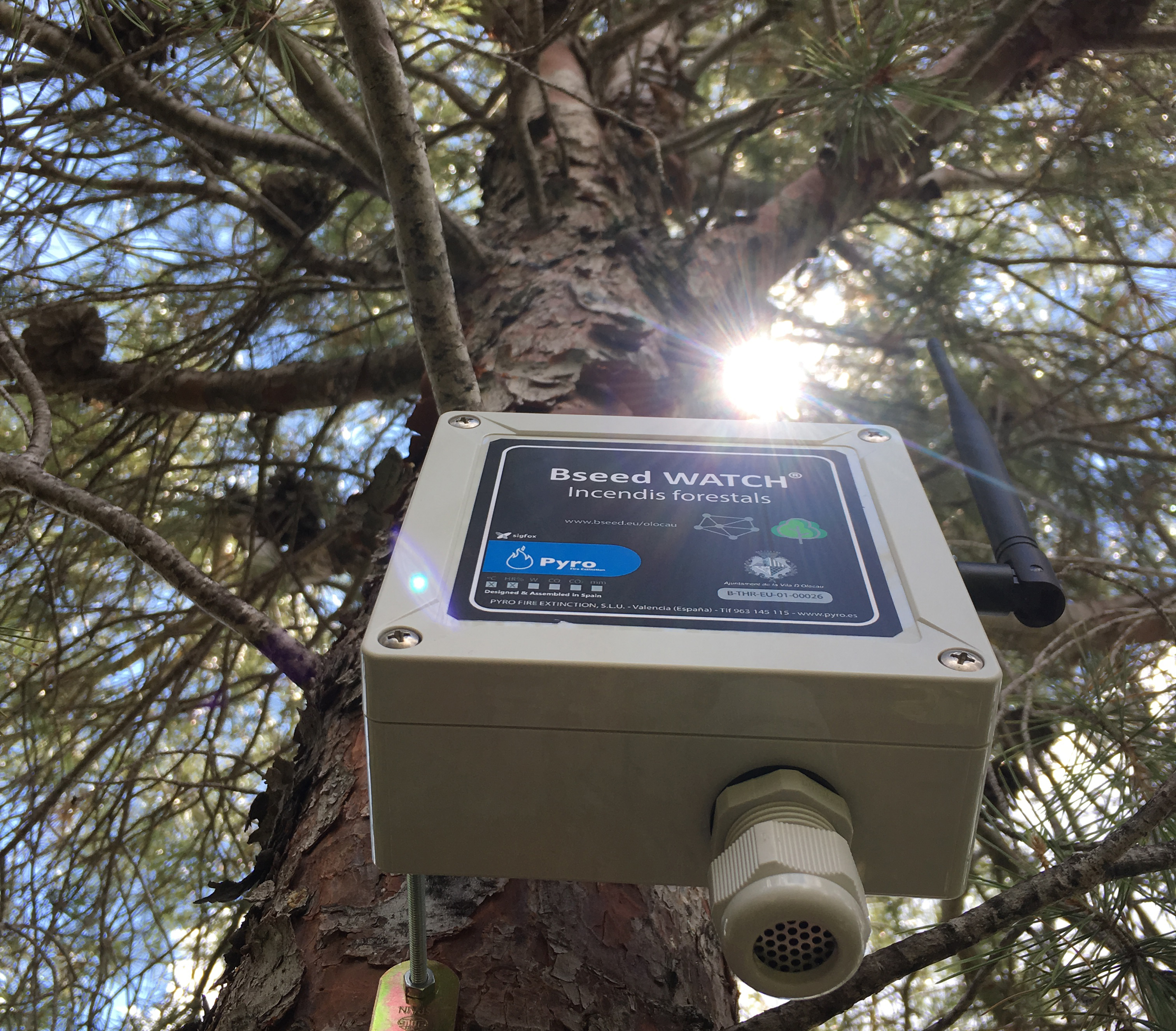
Sensor de detección de incendios

- Sistemas de monitorización mediante sensores forestales que permiten conocer, de forma detallada y en Tiempo Real, aquellos aspectos de nuestro entorno que pueden afectar al riesgo de incendio y permitirnos poner en marcha medidas de mitigación adecuadas y eficaces. Los nuevos sistemas de sensores miden variables climatológicas como el CO, CO2, temperatura, humedad y viento cada pocos segundos y aplica algoritmos de detección de fuego, pragmáticamente sin falsa alarma. Esta información se envía y almacena en la nube, donde es accesible de forma totalmente abierta a terceros.Durante el incendio, estos sistemas muestran en tiempo real las condiciones ambientales de la zona (ventana meteorológica), la evolución del fuego dentro de la red y su dirección, ofreciendo información de alto valor a los responsables de la extinción.[29]

Distintos expertos en incendios forestales han apuntado que, en muchos lugares, la falta de prevención y de "un operativo público serio, formado y bien dotado y con un protocolo de seguridad que trabaje todo el año" explican el tamaño y la gravedad que alcanzan muchos incendios cada verano. Consideran que los trabajos preventivos, las podas y las labores de silvicultura en invierno y primavera son la clave para combatir el fuego cuando suben las temperaturas.

## Extinción

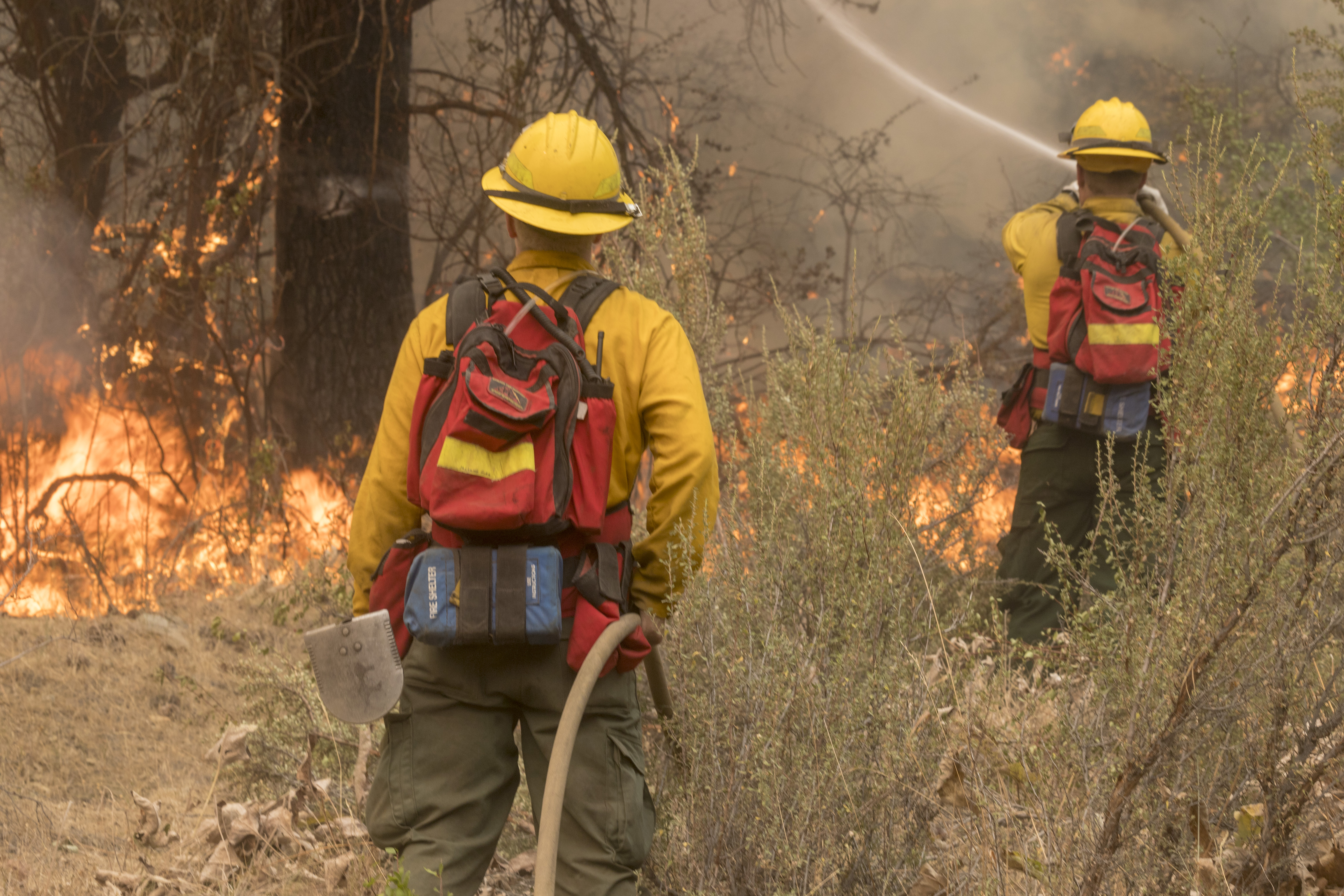
Brigadistas en tareas de extinción.

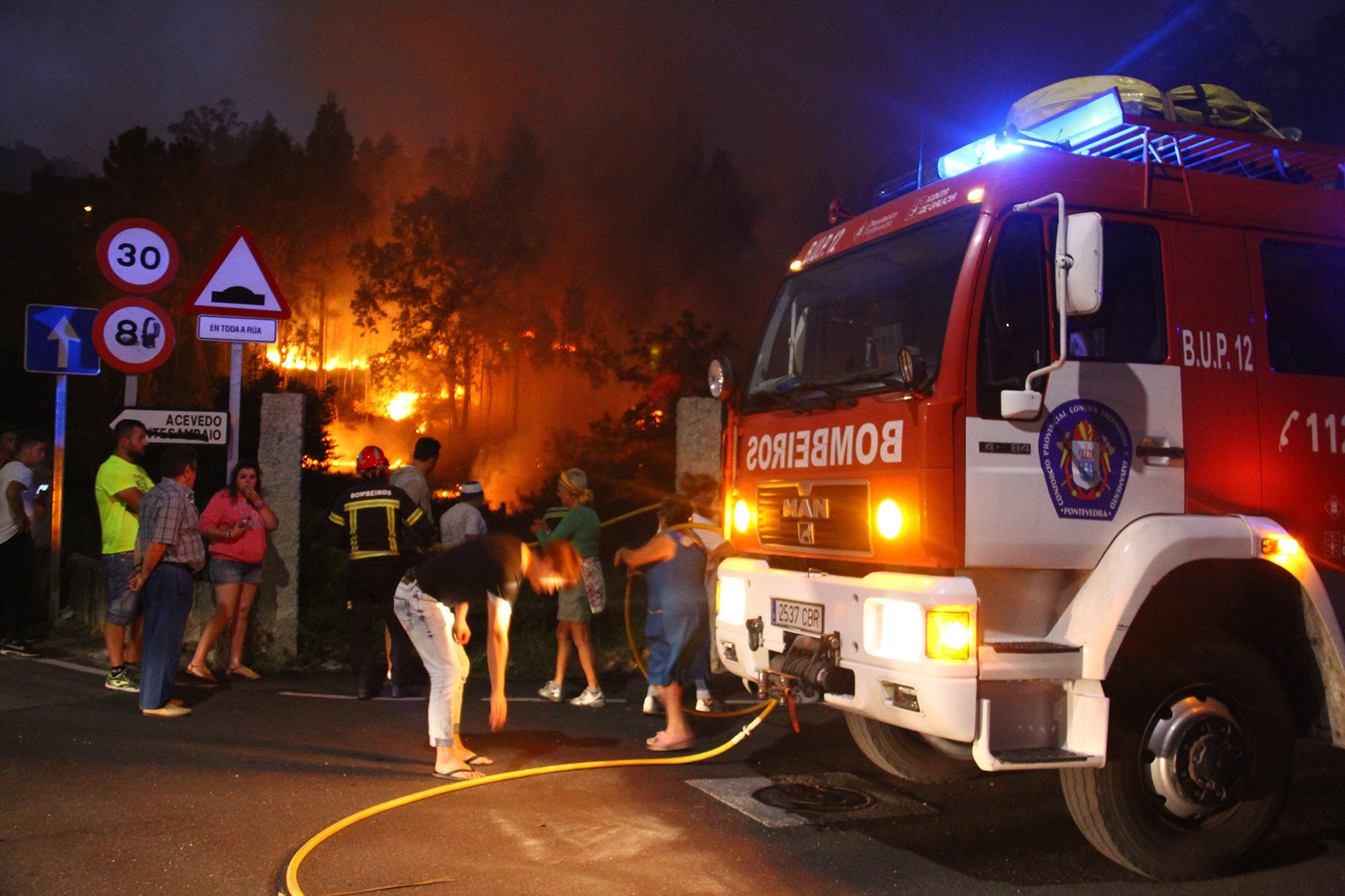
Camión cisterna de bomberos.

La extinción del incendio forestal comprende una variedad de técnicas, equipamientos y formación que difieren de las utilizadas en los incendios urbanos o de construcciones. En zonas sin recursos o del tercer mundo las técnicas utilizadas pueden ser tan simples como lanzar arena, golpear el fuego con ramas o arrojar cubos de agua. En las zonas desarrolladas, la defensa contra incendios forestales ha experimentado una continua tecnificación. Las brigadas antiincendios(Agentes y Bomberos forestales), convenientemente entrenadas y equipadas, trabajan en conjunción con los equipos aéreos de extinción para apagar llamas, habilitar cortafuegos y proteger recursos naturales y humanos. 
La gran mayoría de los incendios son apagados antes de volverse fuera de control, pero algunos de ellos, declarados en condiciones climáticas extremas, pueden ser difíciles de extinguir sin un cambio en las condiciones atmosféricas. 

### Técnicas

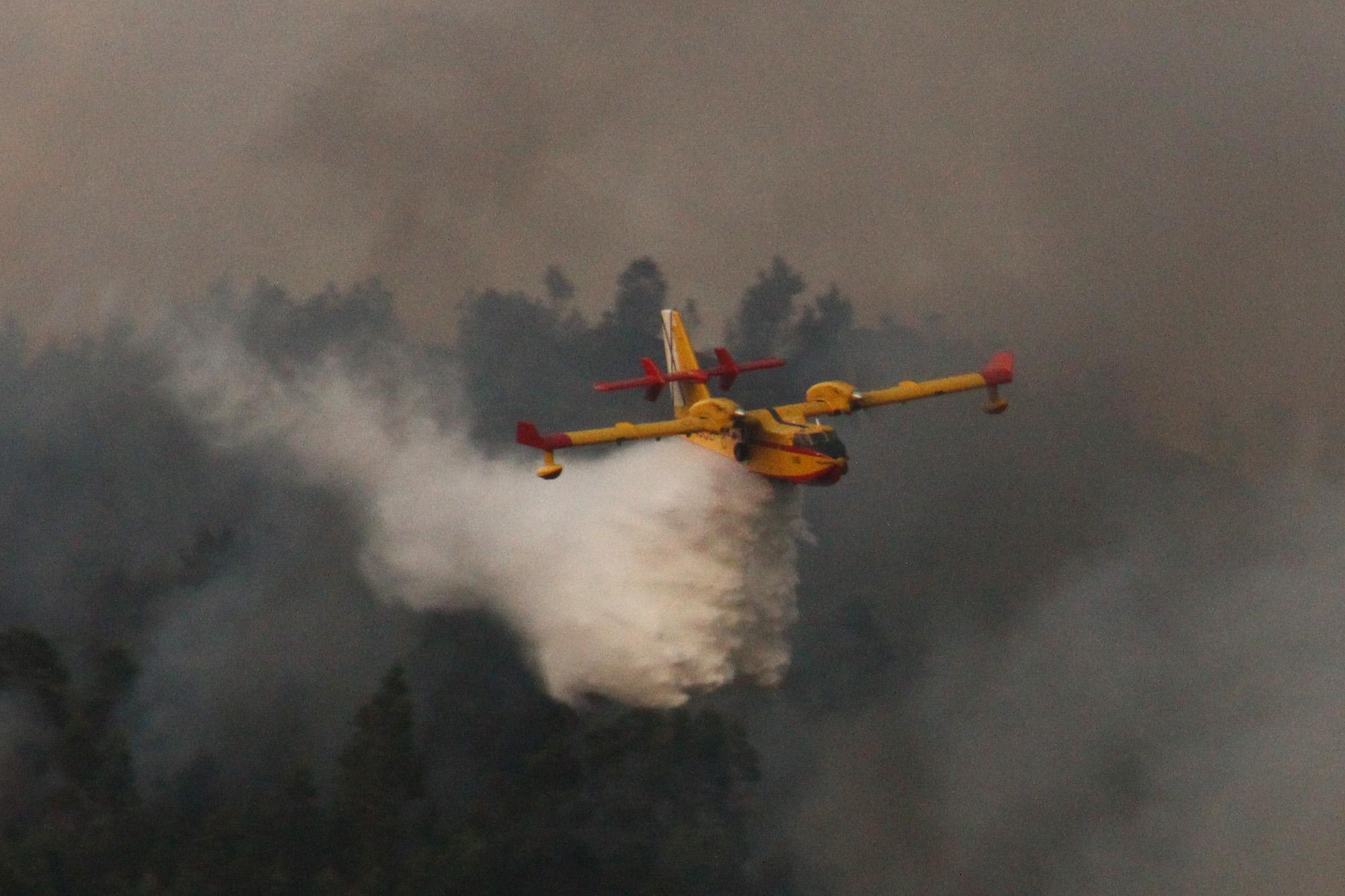
Hidroavión arrojando su carga.

El ataque al fuego puede ser directo o indirecto. El ataque directo es el que aplica cualquier tratamiento directamente sobre el material en combustión, como es mojarlo, asfixiarlo, o aplacarlo químicamente, o separando físicamente el combustible que está ardiendo del que aún no. En esto juega un papel fundamental el uso de camiones cisterna e hidroaviones, con los que se aplica agua o agente extintor al fuego. Por su parte, el ataque indirecto es el que prepara tácticas de extinción a una cierta distancia del fuego que se aproxima. En esta técnica pueden emplearse autobombas con retardante / expumógeno o extintores forestales de funcionamiento automático por temperatura.
Reducción de combustible, cortafuegos de contingencia, contrafuegos y el empapado de combustibles aún no quemados son algunos ejemplos.

### Riesgos
Apagar incendios forestales es una actividad que puede poner en riesgo la vida. El frente de un fuego puede cambiar de dirección inesperadamente y/o superar barreras naturales o artificiales. El intenso calor y humo pueden causar desorientación y pérdida de la apreciación de la dirección del fuego. Solo en España, más de 200 personas fallecieron en el período 1990-2019 participando en tareas de extinción de incendios forestales.

### Tiempos
La rapidez con la que se detecta y se acude a extinguir un incendio forestal es determinante para la minimización de los daños. Según datos del Gobierno de España, en este país se tarda de media 20 minutos en desplazar medios terrestres al lugar del fuego desde el momento en que se detecta, 64 minutos en controlarlo, y 120 minutos en extinguirlo. Huelga decir que los tiempos de control y extinción pueden variar mucho de unos incendios a otros, se trata de unos valores promediados. También existen variaciones importantes entre las distintas regiones debido a las diferencias en el tipo de terreno, acceso, vegetación, etc.
Los avances en prevención y extinción de incendios forestales han permitido que la superficie total de bosque quemado en el mundo se haya ido reduciendo progresivamente desde que se iniciaron los registros a principios del siglo XX, pero se teme que, de no frenarse el cambio climático, la curva estadística vuelva a apuntar hacia arriba en el siglo XXI.

## Consecuencias

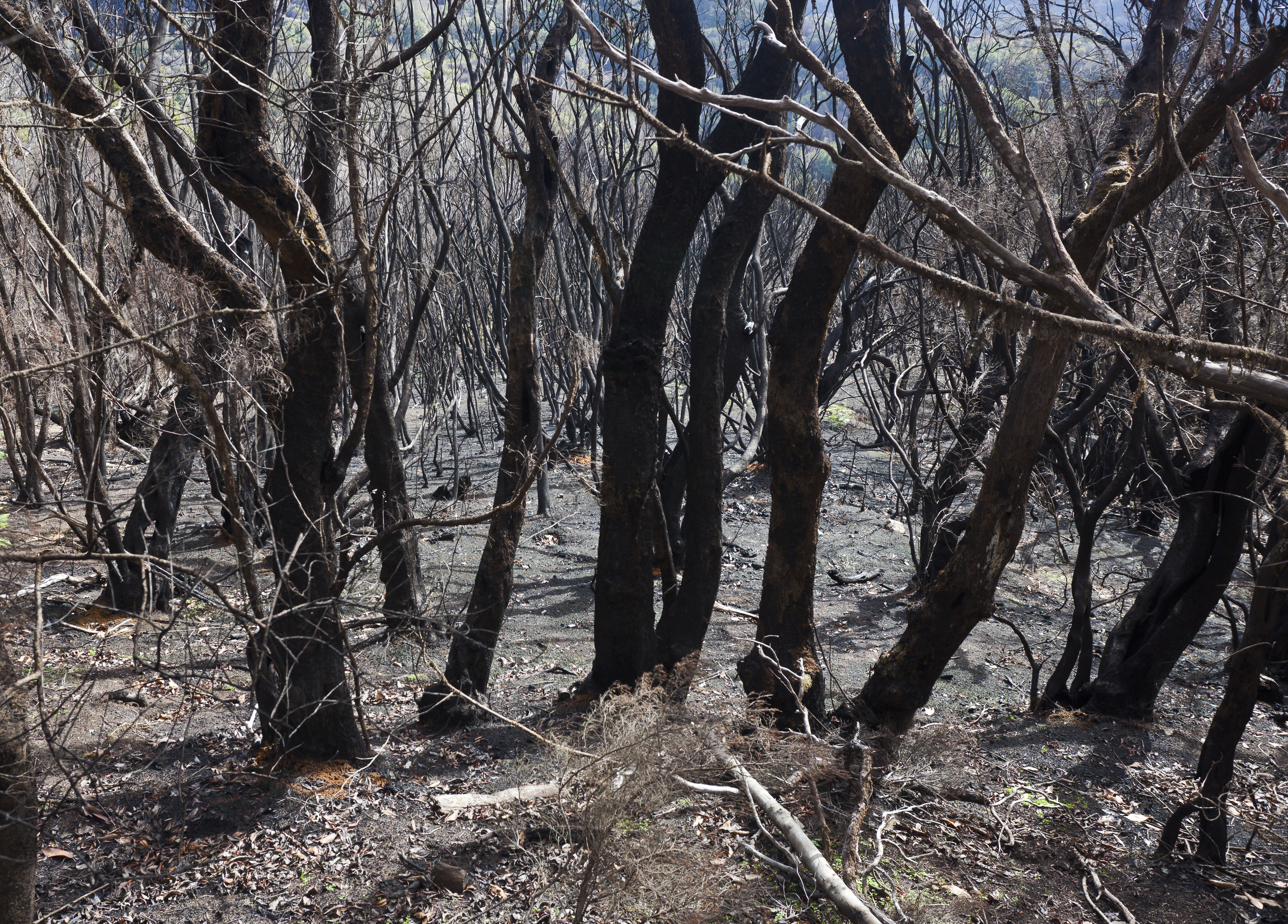
Área quemada por un incendio forestal en el Bosque Encantado, parque nacional de Garajonay, La Gomera, España.

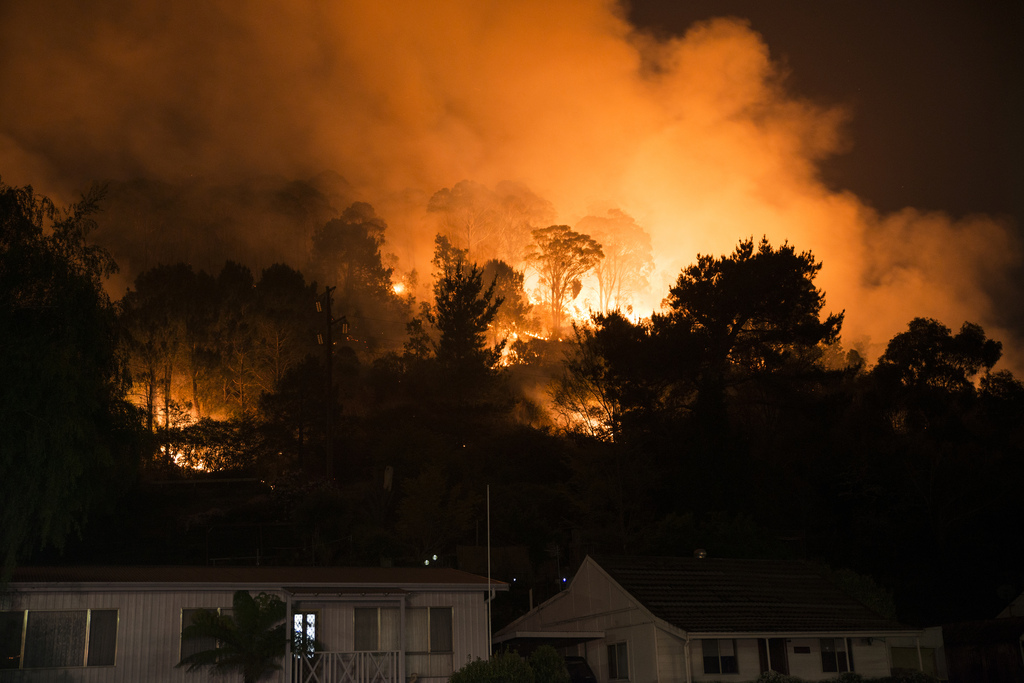
Fuego acercándose a unas casas.

Los incendios forestales naturales han ocurrido desde siempre como un elemento normal en el funcionamiento de los ecosistemas. El fuego ha permitido la regeneración de diversos ecosistemas y la producción de una serie de hábitats en los que distintos organismos pueden prosperar. No obstante, la enorme proliferación de los incendios a causa de la actividad humana en estas últimas décadas sobrepasa la capacidad de recuperación natural. 
Entre las diversas formas de impacto que producen los incendios forestales se pueden destacar las siguientes:
- Erosión del suelo al desaparecer la capa vegetal. Esta desprotección del suelo frente a la elevada erosividad de las lluvias provoca grandes pérdidas de suelo y nutrientes, pero no es solo este el efecto sobre el sistema edáfico. Las altas temperaturas empobrecen la composición biológica y química del suelo.
- Muerte o daños físicos a una parte de la población animal silvestre de la zona, especialmente la que tenga menos movilidad (invertebrados, crías de aves o mamíferos, etc.), por quemaduras o intoxicación respiratoria. También animales de compañía o de explotaciones ganaderas que no pudieron ser evacuados a tiempo.[36]
- Contribución al cambio climático, tanto por las cantidades de CO2 emitidas a la atmósfera en el incendio como por la pérdida del efecto secuestrador de carbono que ejercen los bosques.[37]
- En algunas ocasiones, muerte o daños físicos a las personas que intervienen en la extinción de los incendios o que resultan atrapadas por él.
- Ocasionalmente, perjuicios a la salud de las poblaciones humanas próximas.[38]
- Destrucción de bienes e infraestructuras (casas, almacenes, postes de electricidad y comunicaciones, etc.)
- Corte temporal de vías de comunicación.
- Perjuicios económicos por la pérdida de madera y/o productos alimenticios, así como los costes de las labores de regeneración de las zonas afectadas.
- Alteraciones, a veces de forma irreversible, del equilibrio del medio natural.
- Contaminación de ríos que reciben las aguas de lluvia que atraviesan la zona quemada arrastrando partículas y cenizas en suspensión.
- Impacto sobre el paisaje.

Un bosque quemado puede llegar a tardar entre 30 y 50 años en recuperarse, dependiendo de la zona, las especies y las condiciones climáticas. Entre las medidas que se pueden tomar para favorecer esa recuperación están la protección de la superficie del suelo contra la erosión, con métodos como esparcir paja o sembrar hongos simbióticos, y también en algunos casos se aplica la reforestación, aunque esta última solo en casos donde no sea viable la regeneración natural de las especies. La capacidad de regeneración de un bosque depende de la intensidad del incendio, el tipo de vegetación que se ha quemado y las condiciones posteriores al incendio.

## Ecología del fuego
Aunque la mayoría de los incendios forestales son provocados por el hombre, son también un fenómeno natural. Muchas plantas han desarrollado una variedad de mecanismos para sobrevivir —o incluso requieren incendios forestales ya que poseen brotes epicórmicos o lignotubérculos que brotan después de un incendio— o desarrollan semillas resistentes al fuego o provocadas por el fuego), o incluso fomentan el fuego (los eucaliptos contienen aceites inflamables en sus hojas) como una forma de eliminar la competencia de especies menos tolerantes al fuego.
La piroecología o ecología del fuego se ocupa de los procesos que conectan la incidencia natural del fuego en un ecosistema y los efectos ecológicos de dicho fuego. Muchos ecosistemas, en particular la pradera, la sabana, el chaparral y los bosques de coníferas, han evolucionado con el fuego como un elemento necesario para la vitalidad y la renovación del hábitat.  Ejemplo de ello es el ecosistema de Australia.  Muchas plantas germinan muy bien tras incendios y otras rebrotan (reproducción asexual) de modo eficaz. El pino canario es un buen ejemplo como se puede ver en UOFF. Diversos autores han relacionado los conceptos de piroecología y biodiversidad.
No es nuevo el considerar que existe un papel del fuego en nuestros ecosistemas. Hay un desarrollo teórico y aplicado muy importante y se pueden citar muchos trabajos. Mención especial se merecen autores australianos.